# Viktor Elm
Viktor Sebastian Elm (født 13. november 1985 i Kalmar, Sverige) er en svensk fodboldspiller, der spiller som midtbanespiller hos Kalmar FF. Han har tidligere spillet i Holland for AZ Alkmaar og Heerenveen.
Elm vandt med Kalmar FF det svenske mesterskab i 2008 og pokalturneringen i 2007. Med SC Heerenveen vandt han i 2009 den hollandske pokalturnering.
Elm er bror til en anden professionel fodboldspiller, Rasmus Elm, som han blandt andet har optrådt sammen med på det svenske landshold.

## Landshold
Elm nåede i sin tid som landsholdsspiller (2008-2011) at spille 10 kampe for Sveriges landshold, som han debuterede for den 13. januar 2008 i en venskabskamp mod USA.

## Titler
Sveriges mesterskab
- 2008 med Kalmar FF

Sveriges pokalturnering
- 2007 med Kalmar FF

Hollands pokalturnering
- 2009 med SC Heerenveen